# 伊坂重信
伊坂 重信（いさか しげのぶ、1977年1月1日 - ）は、日本中央競馬会 (JRA) ・美浦トレーニングセンターに所属している調教師。元調教助手、元厩務員。父は「シングン」の冠名で馬主をしている伊坂重憲。

## 来歴
北海道出身。慶應義塾大学卒業。馬術部に在籍していた。
2002年7月にJRA競馬学校厩務員課程に入学する。2003年1月に美浦・中尾銑治厩舎で厩務員から調教厩務員になり、8月には美浦・伊藤正徳厩舎で調教助手となる。2005年8月に美浦・久保田貴士厩舎へ移り調教助手、2007年1月に調教厩務員となる。2011年2月には再び調教助手となった後、2019年7月に美浦・大和田成厩舎へ移り調教助手を務める。久保田厩舎では2015年のエリザベス女王杯を制したマリアライトを担当。
2019年12月に9回目の受験で新規調教師免許試験に合格。当初は2021年3月に開業予定であったが2020年8月に高橋義博調教師の勇退に伴い厩舎を引き継ぎの関係で前倒して開業。開業する馬房は2020年2月にがんのため他界した故高市圭二調教師の馬房で、高市は2019年中山大障害などを制し、同年の最優秀障害馬に選ばれている父・重憲のシングンマイケルを管理しており、伊坂は「高市先生には凄く良くしていただいた。そこでやれるならと、お願いして入りました。何かの縁を感じます」と語っている。
2020年8月23日新潟10R・阿賀野川特別にロゼフェニックスが初出走して13着。12月26日中山7R・3歳以上1勝クラスのココロノイコロが延49頭目にして初勝利を挙げる。
2021年5月1日の阪神4Rに出走し3着となったルヴァンギラが、4月28日に治療目的のため、規制薬物(メロキシカム)の投与を受けていたことを5月7日にJRAが発表した。これは5月2日に判明したもので、JRAが定める規制薬物投与後出走を控えるべき期間内に管理馬を出走させた事象が、日本中央競馬会競馬施行規程に抵触したもの。結果として競走後の検体検査では検出されなかったが、管理する伊坂に過怠金10万円が課された。

## 調教師成績
|            | 日付           | 競馬場・開催  | 競走名           | 馬名               | 頭数 | 人気 | 着順 |
| ---------- | -------------- | ------------- | ---------------- | ------------------ | ---- | ---- | ---- |
| 初出走     | 2020年8月23日  | 3回新潟4日10R | 阿賀野川特別     | ロゼフェニックス   | 12頭 | 11   | 7着  |
| 初勝利     | 2020年12月26日 | 5回中山7日7R  | 3歳未勝利        | ココロノイコロ     | 16頭 | 8    | 1着  |
| 重賞初出走 | 2021年5月15日  | 3回中京3日8R  | 京都ハイジャンプ | シングンオフビート | 11頭 | 8    | 7着  |
| 重賞初勝利 |                |               |                  |                    |      |      |      |
| GI初出走   |                |               |                  |                    |      |      |      |
| GI初勝利   |                |               |                  |                    |      |      |      |